# Strażnica WOP Szczurkowo
Strażnica WOP Szczurkowo – podstawowy pododdział graniczny Wojsk Ochrony Pogranicza.

## Formowanie i zmiany organizacyjne
Strażnica została sformowana w 1945 w strukturze 23 komendy odcinka Bartoszyce jako 112 strażnica WOP (Schenbruch) o stanie 56 żołnierzy. Kierownictwo strażnicy stanowili: komendant strażnicy, zastępca komendanta do spraw polityczno-wychowawczych i zastępca do spraw zwiadu. Strażnica składała się z dwóch drużyn strzeleckich, drużyny fizylierów, drużyny łączności i gospodarczej. Etat przewidywał także instruktora do tresury psów służbowych oraz instruktora sanitarnego.
Od 15 marca 1954 wprowadzono nową numerację strażnic. Strażnica III kategorii otrzymała numer 106.
Jesienią 1955 zlikwidowano sztab batalionu. Strażnica podporządkowana została bezpośrednio pod sztab brygady. W sztabie brygady wprowadzono stanowiska nieetatowych oficerów kierunkowych odpowiedzialnych za służbę graniczną strażnic.
W czerwcu 1956 rozwiązano strażnicę. Na jej bazie powstała 2 placówka WOP Szczurkowo kategorii "B".

## Ochrona granicy
W 1960 4 placówka WOP Szczurkowo (Bartoszyce) ochraniała odcinek 37000 m granicy państwowej od znaku granicznego 2214 do zn. gr. 2287.
Strażnice sąsiednie:
111 strażnica WOP Poschlosen ⇔ 113 strażnica WOP Hrunhow – 1946

## Dowódcy strażnicy
- por. Stanisław Sałek (był 10.1946)[b].
- ppor. Władysław Nowak (?-1951)
- sierż. Wincenty Jodo (był w 1951)
- ppor. Kazimierz Zajac (1951-1954)
- ppor. Stanisław Litwinek (1954-?)
- ppor. Korczyński (był w 1955)[8]